# Web strategy
Web strategy è un termine che indica il processo a medio e lungo termine necessario a sviluppare la presenza online di un'impresa.
Si affianca alla strategia generale di sviluppo del business.
Ogni azienda ha le proprie caratteristiche peculiari che la differenziano sul mercato. Il web è soltanto uno dei mezzi di comunicazione messi a disposizione dalla tecnologia e come tale va gestito in maniera diversa, ma sinergica, con gli altri mezzi di comunicazione.
Con la nascita del web ed in particolare con l'avvento del web 2.0, la comunicazione aziendale ha subito dei profondi mutamenti e in particolare è andata modificandosi da "unidirezionale" a "bidirezonale", cioè non più la comune forma di advertising nel quale l'azienda promuove il proprio marchio o i propri prodotti, attraverso i canali tradizionali (stampa, cinema, radio, televisione), bensì una vera e propria comunicazione con i propri clienti o potenziali tali, che hanno la possibilità, attraverso gli strumenti messi in campo dalla tecnologia, di essere parte attiva del processo di strutturazione del brand.
Con la nascita di blog, forum, ma soprattutto con i social network, le aziende devono costantemente confrontarsi con i propri consumatori ed attuare strategie di ascolto e di risposta al mercato.
Nasce pertanto la necessità di attuare delle strategie opportune di posizionamento nel web, attraverso gli strumenti disponibili (siti, blog, pagine di social network, ecc.).

## Figura professionale
Assieme alla web strategy è nata una nuova figura professionale del web strategist, che è un esperto in tendenze online, business, design, user experience, tecnologia e principi.